# 19809 Ненсіоуен
19809 Ненсіоуен (19809 Nancyowen) — астероїд головного поясу, відкритий 24 вересня 2000 року.
Тіссеранів параметр щодо Юпітера — 3,566.